# Samuele Dalla Bona
Samuele Dalla Bona (ur. 6 lutego 1981 w San Donà di Piave) – włoski piłkarz występujący na pozycji pomocnika. Rozegrał 47 meczów w młodzieżowych reprezentacjach Włoch.

## Statystyki ligowe
| Rozgrywki          | Poziom | Kraj   | Mecze | Bramki |
| ------------------ | ------ | ------ | ----- | ------ |
| Serie A            | I      | Włochy | 90    | 9      |
| Serie B            | II     | Włochy | 32    | 3      |
| Premier League     | I      | Anglia | 55    | 6      |
| Superleague Ellada | I      | Grecja | 2     | 0      |